# FK Baník Souš
FK Baník Souš je fotbalový klub z Mostu, jenž byl založen roku 1919.

## Historie
Prvopočátky fotbalu v Souši se datují již k době před 1. světovou válkou. Současný klub byl však založen až roku 1919 jako SK Čauš, které bylo následující rok pozměněno na SK Souš. Z počátku klub hrál pouze přátelská utkání, později se však stal součástí Severozápadočeské župy, kterou dokonce v sezóně 1931/32 vyhrál. V této soutěži klub působil až do začátku války v roce 1938. Ve válečných letech se klub účastnil sudetské ligy a následně přerušil činnost. Tu obnovil v roce 1945 a byl zařazen do Radjovy župy, ve které působil až do roku 1952. V následujících letech hrál klub v různých krajských soutěžích. V roce 1967 klub přichází, v důsledku rozšiřování těžby uhlí, o vlastní hřiště a je nucen se přestěhovat do nově vznikajícího města Most. Klub v této době působí pouze v okresním přeboru. V sezóně 1969/70 klub postupuje do I.B třídy a tu hraje až do roku 1977. Stěžejní činností klubu byla však práce s mládeží, což se projevilo především úspěchy dorostenců a žáků postupy i do celorepublikových soutěží. V této práci klub pokračoval i po roce 1989 a to až do roku 2012, kdy byl klub nucen veškerou mládež převést do jiného mosteckého klubu Mostecký FK. Co se týče oddílu mužů, tak ten působí především v krajských soutěžích a to až do roku 2011, kdy klub slaví historický postup do divize, ve které působí dosud.
V roce 2020 Mostecký FK a FK Baník Most se přejmenovali FK Baník Most-Souš.

## Známí odchovanci
Mezi známá jména, která vychoval zdejší klub patří: Josef Tichý, Sl. Svoboda, B. Rejlek, Jiří Černý, Josef Bartoš, Maděra, Stanislav Salač, Petr Pfeifer, Petr Kubiš.

## Historické názvy
- 1919 – SK Čauš (Sportovní klub Čauš)
- 1920 – SK Souš (Sportovní klub Souš)
- 1949 – ZSJ Sokol Souš (Závodní sportovní jednotka Sokol Souš)
- 1951 – DSO Sokol Souš (Dobrovolná sportovní organizace Sokol Souš)
- 1953 – TJ Baník Souš (Tělovýchovná jednota Baník Souš)
- FK Souš (Fotbalový klub Souš)
- FK SIAD Souš (Fotbalový klub SIAD Souš)
- FK Baník Souš (Fotbalový klub Baník Souš)
- 2020 – fúze s Mostecký FK ⇒ FK Baník Most-Souš